# 莱茵省

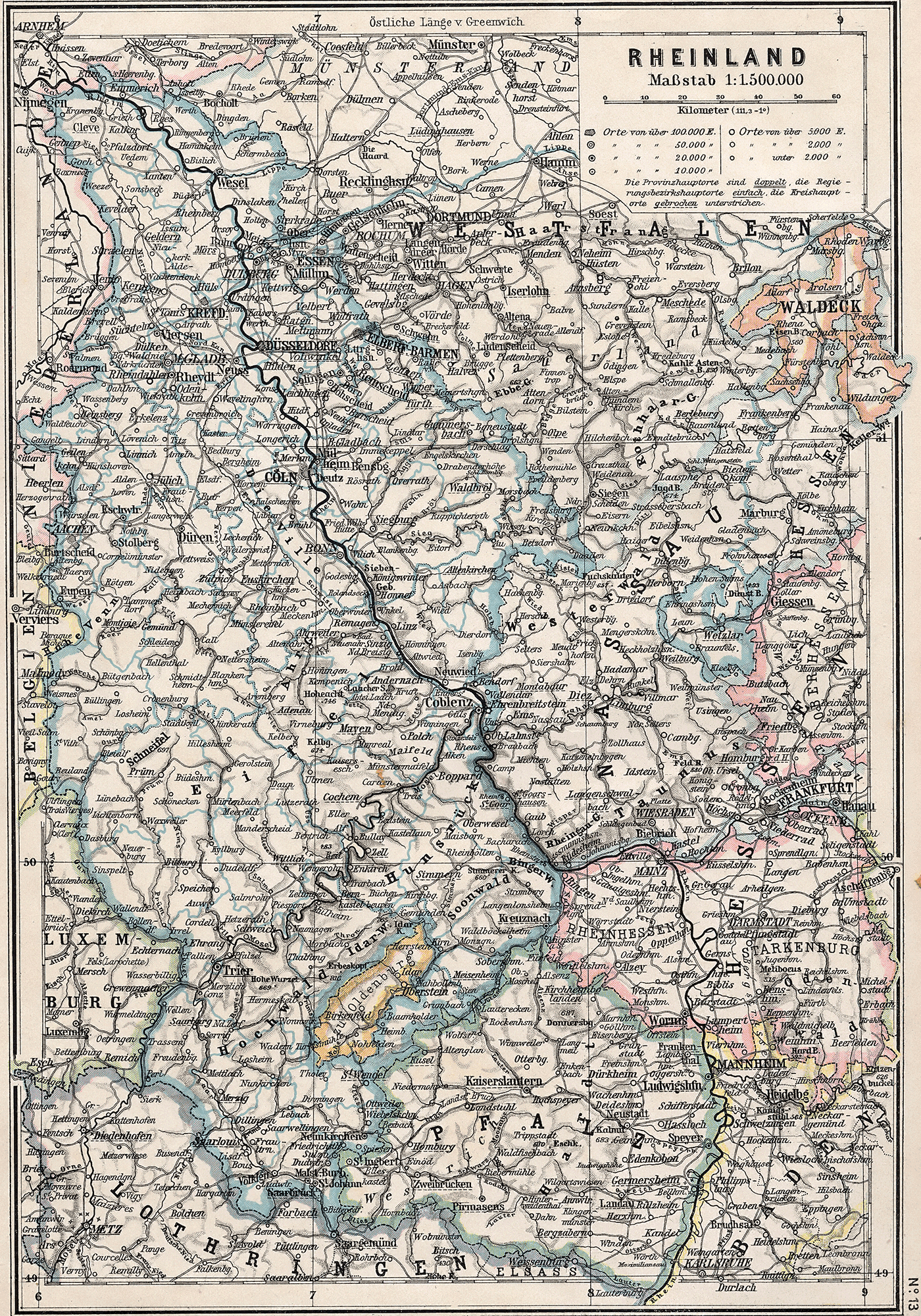
1905年的莱茵省

莱茵省（德語：Rheinprovinz），亦被称为莱茵普鲁士（Rheinpreußen），是1822年至1946年间普鲁士王国和及后的普鲁士自由邦的一个省份。莱茵省由下莱茵和于利希-克莱沃-贝格组成。莱茵省的首府是科布伦茨，1939年全省有800万人口。 
1920年，萨尔从莱茵省中分割出来，由国际联盟管理，直至1935年的公民投票后才回归德国。同时1920年奥伊彭-马尔默迪被割让给比利时（见比利時德語社群）。1946年，前莱茵省的地区被分为北萊茵-威斯特法倫和莱茵兰-普法尔茨两个联邦州。

## 参看
- 莱茵河
- 阿尔萨斯与洛林
- 莱茵兰